# Tito Vinio
Tito Vinio (12 - 69) (en latín Titus Vinius) fue un general y político del Imperio romano. Vinio se convirtió en uno de los hombres más poderosos durante el reinado del emperador Servio Sulpicio Galba.

## Biografía
Plutarco cuenta con un gran número de historias acerca de la juventud de Vinio. El escritor dice que cuando Vinio estaba sirviendo en su primera campaña, trajo a la esposa de su comandante al campamento y mantuvo con ella relaciones sexuales en los aposentos del general. Vinio fue capturado y Calígula le condenó a muerte, aunque pudo salvarse gracias al asesinato del emperador. 
Según Plutarco y Tácito, cuando en una ocasión Vinio fue invitado a cenar a palacio por el emperador Claudio, se apropió de una copa de oro. Cuando Claudio tuvo noticias de esto, lo invitó de nuevo a cenar a la noche siguiente, pero antes de que Vinio llegara, Claudio ordenó a sus asistentes que retiraran los habituales recipientes de plata, sustituyéndolas por vasos de cerámica. A pesar de todo, durante su gobierno proconsular de la Gallia Narbonensis, Tácito escribe que administró la provincia con estricta integridad.
Vinio sirvió como comandante de una de las legiones estacionadas en la provincia de Hispania Tarraconense durante el gobierno de Galba. Cuando tras la muerte de Nerón, Galba se proclamó emperador en el año 68, Vinio lo acompañó en su marcha hacia Roma. A su llegada a la capital imperial, el nuevo emperador lo eligió como su colega para el consulado. Vinio adquirió rápidamente una gran influencia dentro de palacio, de hecho, se decía que él y otros dos, Cornelio Lacón, el prefecto de la Guardia Pretoriana e Icelo Marciano, un liberto del nuevo emperador controlaban por completo todo el imperio. Tal era la influencia que ejercían sobre el emperador que se les conocía como "los tres pedagogos". Según los escritores Plutarco y Suetonio, Vinio estaba ávido de dinero y estaba dispuesto a hacer cualquier cosa a cambio de un soborno. Era muy conocido en Roma que la liberación del prefecto Cayo Ofonio Tigelino, que había sido acusado de corrupción por el emperador Nerón, se había producido tras el pago de una considerable retribución. 
A principios del año 69, Galba se enfrentó a la necesidad de elegir un sucesor. Tito Vinio por su parte apoyaba secretamente a Otón, y había llegado en secreto a un acuerdo para casarse con su hija. Galba sin embargo se negó por primera vez a seguir el asesoramiento de Vinio y designó como su heredero a Pisón Liciniano. Otón respondió a esto persuadiendo a la Guardia Pretoriana para que le proclamaran emperador. Cuando estallaron disturbios en las calles, Vinio aconsejó a Galba permanecer en palacio y armar a sus esclavos para ayudar en su defensa. Lacón e Icelo sin embargo aconsejaron a Galba salir de palacio y mostrarse al pueblo. Galba por su parte decidió seguir el consejo de estos últimos y a consecuencia de ellos fue asesinado. Vinio trató de huir, pero fue ejecutado.